# Smolno Wielkie (jezioro)
Smolno Wielkie – jezioro w woj. zachodniopomorskim, w pow. wałeckim, w gminie Wałcz, leżące na terenie Pojezierza Wałeckiego. Jezioro położone ok. 2 km na zachód od wsi Strączno.
Powierzchnia zwierciadła wody według różnych źródeł wynosi od 28,5 ha przez 31,6 ha do 35,66 ha.

Zwierciadło wody położone jest na wysokości 112,0 m n.p.m.. Średnia głębokość jeziora wynosi 6,8 m, natomiast głębokość maksymalna 13,2 m.
Jest to jezioro polodowcowe, rynnowe, o typowym dla tych jezior wydłużonym kształcie.
Przez jezioro przebiega szlak Wałeckiej pętli kajakowej – od południa jezioro połączone jest ciekiem z jeziorem Zielno, a od północnego zachodu z jeziorem Smolno Małe.
W pobliżu południowego brzegu przy drodze z Nakielna do Strączna znajduje się parking.
W 1955 roku wprowadzono urzędowo nazwę Wielkie Smolno, zastępując poprzednią niemiecką nazwę jeziora – Groß Schmollen See. W 2006 roku w wykazie hydronimów Komisja Nazw Miejscowości i Obiektów Fizjograficznych zmieniła kolejność wyrazów nazwy na Smolno Wielkie.